# Ferdinand Laufberger
Ferdinand Julius Wilhelm Laufberger (født 16. februar 1829 i Böhmen, død 16. juli 1881 i Wien) var en østrigsk maler. 
Laufberger, der uddannedes på Prags og Wiens akademier (her under Ruben), en tid i Paris under Cogniet, har især vundet navn ved en del større dekorative arbejder i Wien: forhænget i det nye operahus, loftsbilleder (Venus stigende op af havet) i det østrigske museum, sgrafittomalerier på sammes facade, De fire kardinaldyder til Votivkirken med mere. Laufberger, der 1868 blev professor ved Wiens Kunstindustriskole og som sådan har indlagt sig megen fortjeneste af byens kunstindustrielle liv, har foruden historiemalerier udført adskillige humoristiske genrestykker (også illustrationer til Figaro med mere): Publikum i Louvre, Gammel ungkarl (1860), Sommeraften i Prater (1864) o. s. fr. Laufberger raderede også.